# Црква Свете Петке у Дебелици
Црква Свете Петке у Дебелици, насељеном месту на територији општине Књажевац припада Епархији тимочкој Српске православне цркве.